# Futhi Ntshingila
Futhi Ntshingila (Pietermaritzburg, 1974) é uma escritora sul-africana.
Formou-se em jornalismo pela Universidade de Rodes e escreveu no jornal The Sunday Times, de Joanesburgo. Fez mestrado em mediação de conflitos na Universidade de KwaZulu-Natal e abandonou o jornalismo para trabalhar no Escritório da Presidência, em Pretória. Em seus livros, procura preservar a memória das mulheres sul-africanas.

## Obras
- 2008 - Shameless
- 2014 - Do not go gentle (Modjaji Books)[6]